# П'ятківська сільська рада (Чуднівський район)
П'ятківська сільська рада — колишня адміністративно-територіальна одиниця та орган місцевого самоврядування у Троянівському, Чуднівському і Бердичівському районах Житомирської і Бердичівської округ, Вінницької й Житомирської областей Української РСР та України з адміністративним центром у с. П'ятка.

## Населені пункти
Сільській раді були підпорядковані населені пункти:
- с. П'ятка
- с. Пилипівка

## Населення
Кількість населення ради станом на 1923 рік становила 3 827 осіб, кількість дворів — 667.
Відповідно до перепису населення СРСР, станом на 17 грудня 1926 року, чисельність населення ради становила 3 595 осіб, з них, за статтю: чоловіків — 1 750, жінок — 1 845, етнічний склад: українців — 2 664, євреїв — 908, поляків — 19, інших — 4. Кількість господарств — 784, з них несільського типу — 184.
Відповідно до результатів перепису населення СРСР, кількість населення ради станом на 12 січня 1989 року становила 1 976 осіб.
Станом на 5 грудня 2001 року, відповідно до перепису населення України, кількість мешканців сільської ради становила 1 610 осіб.

## Склад ради
Рада складалася з 16 депутатів та голови.

## Керівний склад сільської ради
| ПІБ                           | Основні відомості                                                                             | Дата обрання | Дата звільнення |
| ----------------------------- | --------------------------------------------------------------------------------------------- | ------------ | --------------- |
| Волинець Володимир Михайлович | Сільський голова, 1970 року народження, освіта, член Всеукраїнського об'єднання «Батьківщина» | 26.03.2006   | 31.10.2010      |
| Волинець Володимир Михайлович | Сільський голова, 1970 року народження, освіта середня спеціальна, безпартійний               | 31.10.2010   |                 |

Примітка: таблиця складена за даними джерела

## Історія
Створена 1923 року в складі сільської та містечкової частин містечка П'ятка П'ятківської волості Житомирського повіту Волинської губернії.
Станом на 1 вересня 1946 року сільська рада входила до складу Чуднівського району Житомирської області, на обліку в раді перебувало с. П'ятка.
5 березня 1959 року, відповідно до рішення Житомирського облвиконкому № 161 «Про ліквідацію та зміну адміністративно-територіального поділу окремих сільських рад області», підпорядковано села Пилипівка та Пилипівка Друга ліквідованої Пилипівської сільської ради Чуднівського району. 29 червня 1960 року, відповідно до рішення Житомирського облвиконкому № 683 «Про об'єднання деяких населених пунктів в районах області», с. Пилипівка Друга приєднане до с. Пилипівка.
На 1 січня 1972 року сільська рада входила до складу Чуднівського району Житомирської області, на обліку в раді перебували села Пилипівка та П'ятка.
24 грудня 2019 року територія та населені пункти ради увійшли до складу новоствореної Великокоровинецької селищної територіальної громади Чуднівського району Житомирської області.
Входила до складу Троянівської (7.03.1923 р.), Чуднівського (17.06.1925 р., 8.12.1966 р.) та Бердичівського (30.12.1962 р.) районів.